# Кућа у Ботошу – Партизанска база
Кућа у Ботошу - Партизанска база је зидана у опеци и набоју, малтерисана, бојена, покривена је двосливним кровом са бибер црепом. Кућа има шест одељења у која се доспева из дворишта. У једном од шест просторија је отворен димњак који се не употребљава. Под је од набијене земље. Као код највећег броја војвођанских кућа и ова излази својим калканом на улицу који чини главну фасаду, док се у облику правоугаоника пружа према дворишту. Главна фасада има два двокрилна прозора. Фасадни двокрилни прозори као и вентилациони отвори уоквирени су полушпалетнама; шпалетне су само у горњим прозорима. На главној фасади постоји и сокл у опеци и малтеру.
Кућа је заштићена пошто је у њој једно време током 1941. године било седиште Окружног комитета КПЈ за северни Банат. Из ње је Окружни комитет организовао диверзантске акције, ширио пропагандни материјал и прикупљао материјална помоћ за даље развијање устанка. За ову кућу везана су имена народних хероја и првобораца Жарка Зрењанина, Тозе Марковића, Жарка Туринског и других.

## Галерија
- Улична фасада
- Спомен-плоча